# 資訊科技監管
資訊科技監管是企業監管的其中一環，主要監管資訊科技系統及其表現，以及風險管理，並防範資訊科技風險。資訊科技監管讓涉及資訊科技系統的人員及使用者（例如董事會）均有參與的機會。
資訊科技監管主要目的是確保資訊科技相關的投資具企業價值，以及減少資訊科技相關的風險。
這可以透過定下明確的企業管理架構角式和責任來達到目的。資訊科技決定權是資訊科技監管重要的範疇，因此明確規定企業的決定權是資訊科技成功的重要一環。
在美國Enron事件後，社會上開始注重審計和監管的工作。薩班斯-奥克斯利法案中強調審計和控制的重要性。由於資訊系統亦涉及重要的數據，這亦促進了資訊科技審核及資訊科技監管。在薩班斯-奥克斯利法案第404節中亦影響了資訊科技部門對資訊科技策略的決定權，增加了對資源系統日常運作的監管控制及變更管理。
不過，資訊科技監管亦有受到一些批評，例如過嚴格的監管會影響資訊科技發展項目的進展，增加審計和開發的成本，影響軟件成本效益。

## 機制
資訊科技監管常見機制包括
- 資訊建設文庫（ITIL）：一套公開、用於規範技術服務管理的架構
- CobiT：一個國際開放型的資訊科技目標控制及控制慣例標準
- ISO/IEC 27001
- 資訊系統安全管理模式 ISM3
- AS8015-2005 澳洲企業監管 - 資訊科技及通訊

## 外部連結
- 美國信息系統審計與控制協會